# Mu Arae b
Mu Arae b, chiamato anche Quijote, è un pianeta extrasolare orbitante attorno alla stella Mu Arae. Possiede una massa circa una volta e mezzo quella di Giove, quindi si tratta di un gigante gassoso. 
È situato nella zona abitabile della stella; ciò significa che eventuali satelliti in orbita attorno al pianeta, dotati di massa sufficientemente grande, potrebbero sviluppare forme di vita. Il suo periodo di rivoluzione è di 643,25 giorni.
La scoperta del pianeta, effettuata dall'indagine Anglo-Australian Planet Search e che risale alla fine del 2000, fu annunciata all'inizio del 2001.
Come gli altri pianeti scoperti in questo sistema solare, prende nome da uno dei personaggi del Don Chisciotte di Cervantes, in questo caso proprio il protagonista don Chisciotte della Mancia (in spagnolo don Quijote de la Mancha).